# Anoplohydrus aemulans
Anoplohydrus aemulans là một loài rắn trong họ Colubridae. Loài này được Werner mô tả khoa học đầu tiên năm 1909.